# Borowe (Iłowa)
Borowe (vor 1945 Burau/Buhrau) ist ein Dorf in der Stadt- und Landgemeinde Iłowa im Powiat Żagański der Woiwodschaft Lebus in Polen. Bis 1932 gehörte es zum Kreis Sagan und danach bis 1945 zum Kreis Sprottau in der Provinz Niederschlesien.

## Geschichte
Zum Hauptort mit Gut und Schloss (1902: 647 Einwohner) kamen mehrere außerhalb liegende Forsthäuser, nämlich das Forsthaus Marieneich (1885: 2 Wohngebäude mit 10 Einwohnern), das Forsthaus Neuburau (1885: 1 Wohngebäude mit 7 Einwohnern), das Forsthaus Klementinenhain (1885: 4 Wohngebäude mit 4 Einwohnern), das Rittergut und Forsthaus Burau-Rädel (1885: 1 Wohngebäude mit 5 Einwohnern) und das Forsthaus Siegfriedshof (1885: 2 Wohngebäude mit 9 Einwohnern). Eine weitere Kolonie nordwestlich vom Hauptort wurde als Qualmer bezeichnet (1885: 30 Wohngebäude mit 142 Einwohnern), unterteilt in Vorder- und Hinterqualmer. Der Name entstand, weil auf dem Qualmer Holzkohle produziert wurde.
Die Flur im Westen des Dorfes grenzt an die große Priebuser Heide, in der die benachbarten kleinen Siedlungen Wärstdubesser (1781 erstmals erwähnt) und Mordkretscham (1547 erstmals erwähnt, beide in Wiesau eingemeindet), an die Wegunsicherheiten im Mittelalter und an die schlechten Bodenverhältnisse erinnern.
Die Einwohner waren überwiegend evangelisch und in der evangelischen Kirche Nieder-Hartmannsdorf eingepfarrt. Für kurze Zeit war die Herrnhuter Brüdergemeine in Burau ansässig und nannte den Ort „Gnadeck“.